# Huáscar
Inti Cusi Huallpa Huáscar (Kecsua nyelven: Waskhar; 1491 ?, Huascarpata,  – 1532, Cuzco, mai Peru) apja, Huayna Capac halálát követően 1525-től 1532-ig az Inka Birodalom uralkodója.
Huayna Capac halálát megelőzően birodalmát a számára legkedvesebb fiai között két részre osztotta. Huáscar a déli területek fölött szerezte meg a hatalmat, míg féltestvére, Atahualpa az északi területeknek lett a kormányzója. Nem sokkal később azonban háború robbant ki a két testvér között, amelynek pontos oka nem tisztázott.
Juan de Betanzos krónikás szerint –akitől a legtöbb információnk származik a Huáscar-Atahualpa konfliktust illetőn- a féltestvérek közötti harc Huáscar zsarnoksága miatt robbant ki. Ezen állítást azonban kellő óvatossággal kell kezelni, hiszen Betanzos információi elsősorban Atahualpa egyik korábbi feleségétől származtak. A krónikás írásai szerint Atahualpa hadvezére Quizquiz, 100000 harcossal indult Huáscar 60000 fős serege ellen. Betandoz elbeszélései révén megismerhettük az inkák kegyetlen harcmodorát: az írásaiból kiderül, hogy Atahualpa büntetésként kitépette a törzsfőnökök szívét, és kényszerítette azok követőit a holttestek elfogyasztására.
A polgárháború Atahualpa győzelmével zárult, de a spanyolok jelenléte megpecsételte az új inka uralkodó és magának az Inka Birodalomnak a sorsát egyaránt.